# Villanueva de la Serena (Gerichtsbezirk)
Der Gerichtsbezirk Villanueva de la Serena ist einer der 14 Gerichtsbezirke in der Provinz Badajoz.
Der Bezirk umfasst 10 Gemeinden auf einer Fläche von 1.123,50 km² mit dem Hauptquartier in Villanueva de la Serena.

## Gemeinden
| Gemeinde                               | Einwohner (2024) | Fläche km² | Dichte Einw./km² | Cod INE | Postleitzahl |
| -------------------------------------- | ---------------- | ---------- | ---------------- | ------- | ------------ |
| Acedera                                | 802              | 82,47      | 10               | 06001   | 06730        |
| Campanario                             | 4.705            | 257,32     | 18               | 06028   | 06460        |
| La Coronada                            | 2.148            | 81,17      | 26               | 06039   | 06469        |
| La Haba                                | 1.214            | 86,57      | 14               | 06061   | 06714        |
| Magacela                               | 498              | 75,82      | 7                | 06075   | 06468        |
| Navalvillar de Pela                    | 4.345            | 251,17     | 17               | 06091   | 06760        |
| Orellana de la Sierra                  | 261              | 16,68      | 16               | 06096   | 06750        |
| Orellana la Vieja                      | 2.573            | 37,05      | 69               | 06097   | 06740        |
| Villanueva de la Serena                | 25.784           | 152,86     | 169              | 06153   | 06700        |
| Villar de Rena                         | 1.323            | 82,39      | 16               | 06156   | 06716        |
| Gerichtsbezirk Villanueva de la Serena | 43.653           | 1.123,50   | 39               | –       | –            |